# Carregueiros
Carregueiros es una freguesia portuguesa del concelho de Tomar, en el distrito de Santarém, con 12,35 km² de superficie y 1.179 habitantes (2011).  Su densidad de población es de 95,5 hab/km².
Situada a solo 3 km de Tomar, la freguesia de Carregueiros es atravesada por el Aqueduto dos Pegões Altos (Acueducto de los Pilares Altos), una magna obra de ingeniería hidráulica, construida entre 1593 y 1614 con el fin de abastecer de agua al Convento de Cristo. Con un recorrido de casi 6 km., salvado mediante 180 arcos, sobrepuestos en dos filas en los tramos de mayor desnivel, que llegan a los 30 metros de altura, el acueducto desemboca en la cisterna del claustro principal del convento. El acueducto, también llamado Acueducto del Convento de Cristo, presta su imagen al escudo de la freguesia.